# Roland Collombin
Roland Collombin (ur. 17 lutego 1951 w Versegères) – szwajcarski narciarz alpejski, wicemistrz olimpijski i wicemistrz świata, dwukrotny zdobywca Małej Kryształowej Kuli w klasyfikacji zjazdu Pucharu Świata.

## Kariera
Pierwszy sukces w karierze Roland Collombin osiągnął w lutym 1972 roku, kiedy podczas igrzysk olimpijskich w Sapporo zdobył srebrny medal w biegu zjazdowym. W zawodach tych rozdzielił na podium swego rodaka Bernharda Russiego oraz Austriaka Heinricha Messnera. Był to jego jedyny start olimpijski. W zawodach Pucharu Świata w sezonie 1971/1972 zdobył po raz pierwszy pucharowe punkty. Miało to miejsce 12 grudnia 1971 roku w Val d’Isère, gdzie był siódmy w zjeździe. Wynik ten powtórzył 15 stycznia 1972 roku w Kitzbühel, co pozwoliło mu zajął 38. miejsce w klasyfikacji generalnej i 15. miejsce w klasyfikacji zjazdu. Najlepsze wyniki osiągnął w sezonie 1972/1973, kiedy sześciokrotnie plasował się w czołowej dziesiątce. W pierwszych zawodach, 10 grudnia 1972 roku w Val d’Isère był czwarty, jednak już pięć dni później w Val Gardena nie tylko pierwszy raz stanął na podium zawodów pucharowych, ale od razu zwyciężył. W kolejnych startach jeszcze czterokrotnie stawał na podium: 6 i 7 stycznia w Garmisch-Partenkirchen oraz 27 stycznia w Kitzbühel był pierwszy, a 13 stycznia 1973 roku w Grindelwald był drugi w zjeździe. Dało mu to Małą Kryształową Kulę za zwycięstwo w klasyfikacji zjazdu oraz trzecie miejsce w klasyfikacji generalnej, w której wyprzedzili go tylko Włoch Gustav Thöni i David Zwilling z Austrii. Podobne wyniki osiągnął w sezonie 1973/1974: 18 grudnia w Zell am See i 22 grudnia 1973 roku w Schladming był drugi, a 6 stycznia w Garmisch-Partenkirchen, 12 stycznia w Morzine, 19 stycznia w Wengen i 26 stycznia 1974 roku w Kitzbühel był najlepszy w swej koronnej konkurencji. Ponownie zwyciężył w klasyfikacji zjazdu, a w klasyfikacji generalnej był tym razem czwarty, przegrywając walkę o trzecie miejsce z Austriakiem Hansem Hinterseerem o 22 punkty. Wystąpił na mistrzostwach świata w Val Gardena w 1974 roku, jednak podczas biegu zjazdowego upadł i nie ukończył zawodów.
Na początku grudnia 1974 roku, podczas treningu przez zawodami w Val d’Isère Collombin upadł po skoku lądując na plecach, uszkadzając kręgosłup. Przez tę kontuzję opuścił cały sezon 1974/1975. Do sportu powrócił w grudniu 1975 roku i ponownie w Val d’Isère w tym samym miejscu co rok wcześniej upadł i złamał dwa kręgi. Władzę w nogach odzyskał dopiero w lutym 1976 roku, nie mógł więc wystąpić na igrzyskach olimpijskich w Innsbrucku.

## Osiągnięcia

### Igrzyska olimpijskie
| Miejsce | Dzień    | Rok  | Miejscowość | Konkurencja | Czas biegu  | Strata  | Zwycięzca      |
| ------- | -------- | ---- | ----------- | ----------- | ----------- | ------- | -------------- |
| 2.      | 7 lutego | 1972 | Sapporo     | Zjazd       | 1:51,43 min | +0,64 s | Bernhard Russi |

### Mistrzostwa świata
| Miejsce | Dzień    | Rok  | Miejscowość  | Konkurencja | Czas biegu  | Strata  | Zwycięzca      |
| ------- | -------- | ---- | ------------ | ----------- | ----------- | ------- | -------------- |
| 2.      | 7 lutego | 1972 | Sapporo      | Zjazd       | 1:51,43 min | +0,64 s | Bernhard Russi |
| DNF     | 9 lutego | 1974 | Sankt Moritz | Zjazd       | 1:56,98 min | –       | David Zwilling |

### Puchar Świata

#### Miejsca w klasyfikacji generalnej
- sezon 1971/1972: 38.
- sezon 1972/1973: 3.
- sezon 1973/1974: 4.

#### Zwycięstwa w zawodach
1. Val Gardena – 15 grudnia 1972 (zjazd)
2. Garmisch-Partenkirchen – 6 stycznia 1973 (zjazd)
3. Garmisch-Partenkirchen – 7 stycznia 1973 (zjazd)
4. Kitzbühel – 27 stycznia 1973 (zjazd)
5. Garmisch-Partenkirchen – 6 stycznia 1974 (zjazd)
6. Morzine – 12 stycznia 1974 (zjazd)
7. Wengen – 19 stycznia 1974 (zjazd)
8. Kitzbühel – 26 stycznia 1974 (zjazd)

#### Pozostałe miejsca na podium
1. Schladming – 22 grudnia 1973 (zjazd) – 2. miejsce
2. Zell am See – 18 grudnia 1973 (zjazd) – 2. miejsce
3. Grindelwald – 13 stycznia 1973 (zjazd) – 2. miejsce